# Cobaea pringlei
Cobaea pringlei là một loài thực vật có hoa trong họ Polemoniaceae. Loài này được (House) Standl. mô tả khoa học đầu tiên năm 1914.

## Hình ảnh

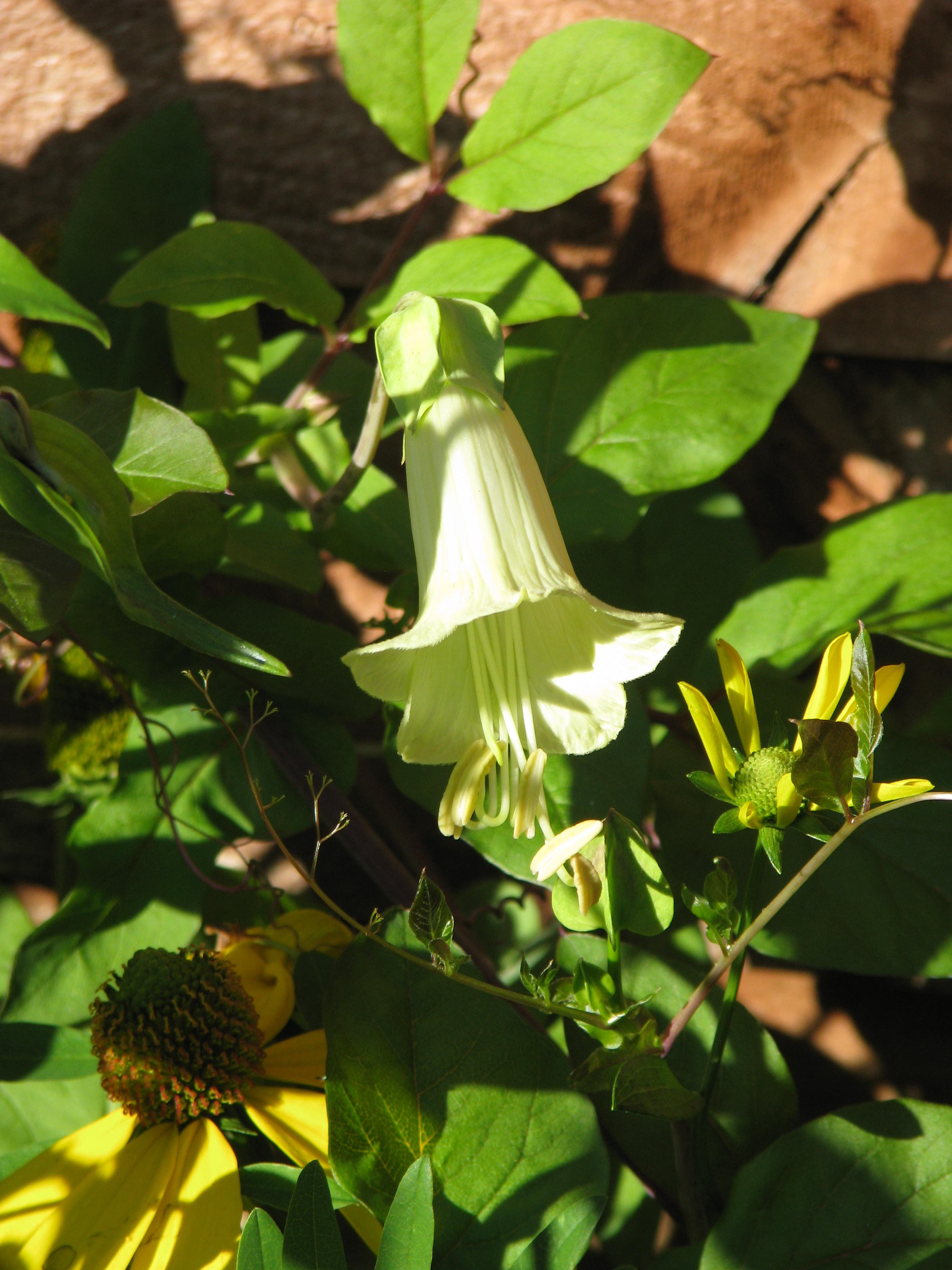